# شاهرة (اسم)
شاهرة هو اسم علم مؤنث من أصل عربي، ومعناه هو المسرعة في مشيها أو في طيرانها.

## وصلات خارجية
- موسوعة السلطان قابوس لأسماء العرب نسخة محفوظة 5 أبريل 2019 على موقع واي باك مشين.